# ماروستيكا
ماروستيكا هي بلدة وكومونا تقع في مقاطعة فيشنزا، فينيتو شمال إيطاليا.

## التاريخ
بين القرنين الحادي عشر والثالث عشر، تأثرت المنطقة بشكل كبير بالعديد من أفراد عائلة القرون الوسطى المهمة من فينيتو والمعروفة باسم إيزيليني، خلال القرن التاسع عشر كانت مدينة فقيرة نسبيًا، ذهب عدد كبير من السكان للبحث عن الثروة في البرازيل والعديد من الأماكن الأخرى في العالم، نمت ثروة المدينة بشكل كبير بعد الحرب العالمية الثانية.
تشتهر بإنتاج الكرز المستخدم في تحضير كعكة نموذجية يتم تقديمها في جميع المقاهي والمطاعم في المنطقة.

## العلاقات الدولية

### المدن التوأم - المدن الشقيقة
ساو برناردو دو كامبو، البرازيل
تيندو اليابان
مينيانو مونتي لونغو إيطاليا

## شخصيات بارزة
- بروسبيرو ألبيني طبيب وعالم نبات مواليد 1553
- جيوفاني باتاغلين الدراج
- جيانكارلو بوناتو (1930-2016) حرفي وفنان ورجل أعمال
- تاتيانا جودرزو بطلة إيطالية